# Tessères de Manzan-Gurme
Manzan-Gurme Tesserae
Pour les articles homonymes, voir Manzan-Gurme.
Les tessères de Manzan-Gurme (désignation internationale : Manzan-Gurme Tesserae) sont un ensemble de terrains polygonaux situé sur Vénus dans le quadrangle de Sedna Planitia. Il a été nommé en référence à Manzan-Gurme (en), ancêtre possédant le livre du Destin dans les mythologies mongoles, tibétaines et bouriates.